# Alonso Sánchez Coello

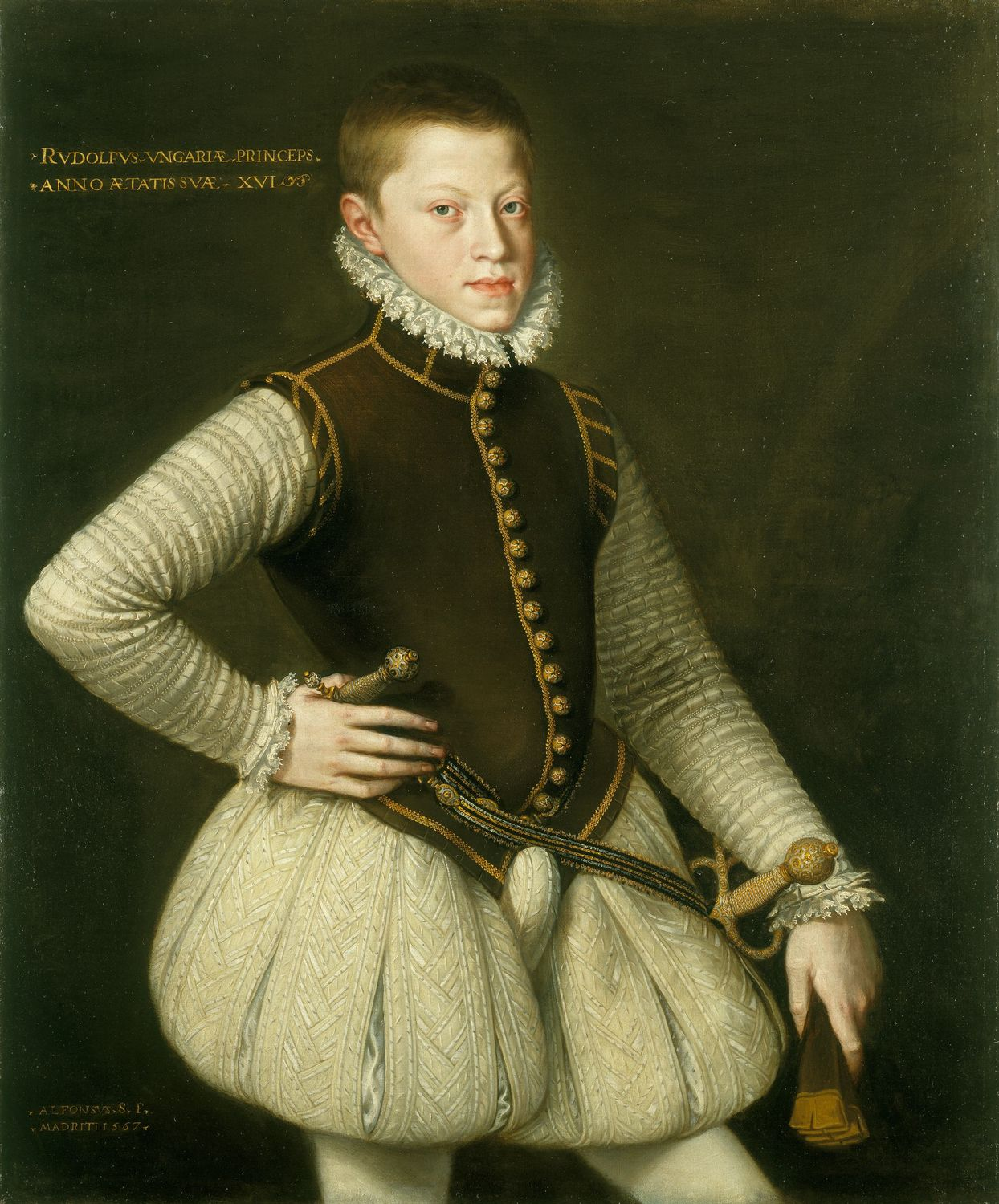
Arcyksiążę Rudolf (1567)

Alonso Sánchez Coello (ur. w 1531 lub 1532 w Benifairó de les Valls, zm. 8 sierpnia 1588 w Madrycie) – hiszpański malarz okresu renesansu pochodzenia portugalskiego, głównie portrecista.

## Życiorys
Urodził się w Benifairó de les Valls koło Walencji. Studiował u Anthonisa Mora we Flandrii. Od około 1555 aż do końca życia był nadwornym malarzem Filipa II, który nazywał go „portugalskim Tycjanem”. Malował głównie portrety rodziny królewskiej oraz dzieła religijne. W latach 1581–88 tworzył liczne obrazy ołtarzowe i wizerunki świętych dla kościołów hiszpańskich.

## Wybrane dzieła
- Anna Austriaczka, królowa Hiszpanii (1571), 176 × 98 cm, Kunsthistorisches Museum Wien, Wiedeń
- Dama w gronostajach, 67 × 56 cm, Prado, Madryt
- Diego de Covarrubias (1574), 61 × 50 cm, Museo de El Greco, Toledo
- Doña Juana z dogiem (1557), 180 × 112 cm, Kunsthistorisches Museum, Wiedeń
- Filip II trzymający różaniec (1573), 88 × 72 cm, Prado, Madryt
- Infant Don Carlos (1564), 186 × 82,5 cm, Kunsthistorisches Museum, Wiedeń
- Infant Filip (1580), 58 × 48,4 cm, Museo de Arte de San Diego
- Infantka Izabela Klara Eugenia (1579), 116 × 102 cm, Prado, Madryt
- Indantki Izabela Klara Eugenia i Catalina Micaela (ok. 1575), 135 × 149 cm, Prado, Madryt
- Król Filip II (1566), 200 × 104 cm, Kunsthistorisches Museum, Wiedeń
- Król Filip II (ok. 1568), 66,5 × 47 cm, Kunsthistorisches Museum, Wiedeń
- Król Filip II Hiszpański ucztujący w towarzystwie rodziny i dworzan (1586), Muzeum Narodowe w Poznaniu
- Królowa Izabela de Valois (ok. 1560), 163 × 91,5 cm, Kunsthistorisches Museum, Wiedeń
- Mistyczne zaślubiny św. Katarzyny (1578), Prado, Madryt
- Niewierny Tomasz (1585), Katedra, Segowia
- Portret infantki Cataliny Michaeli Austriackiej (1582–85), 70 × 50 cm, Ermitaż, Sankt Petersburg
- Portret księcia Carlosa (ok. 1558), 109 × 95 cm, Prado, Madryt
- Św. Sebastian pomiędzy św. Bernardem i św. Franciszkiem (1582), 295 × 196 cm, Prado, Madryt